# Beira Alta

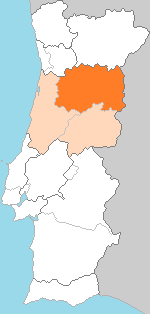
Regione della Beira Alta (arancione scuro), nella regione Beira (arancione chiaro).

La Beira Alta era un'antica provincia (o regione naturale) del Portogallo, istituita formalmente con una riforma amministrativa del 1936. Le province non avevano alcuna funzione pratica e scomparvero con la Costituzione del 1976. 
Confinava a nord con il Trás-os-Montes e Alto Douro, a nord ovest con il Douro Litorale, a ovest con la Beira Litorale, a sud con la Beira Bassa e ad est con la Spagna (Provincia di Salamanca in Castiglia e León). 
La regione contava 21 comuni, con gli interi distretti di Guarda e Viseu e due comuni di quello di Coimbra. Il suo capoluogo era Viseu.
- Distretto di Guarda: Aguiar da Beira, Almeida, Celorico da Beira, Figueira de Castelo Rodrigo, Fornos de Algodres, Gouveia, Guarda, Manteigas, Meda, Pinhel, Sabugal, Seia, Trancoso

- Distretto di Viseu: Carregal do Sal, Castro Daire, Mangualde, Moimenta da Beira, Mortágua, Nelas, Oliveira de Frades, Penalva do Castelo, Penedono, Santa Comba Dão, São Pedro do Sul, Sátão, Sernancelhe, Tarouca, Tondela, Vila Nova de Paiva, Viseu, Vouzela

- Distretto di Coimbra: Oliveira do Hospital, Tábua

Questa provincia, insieme alla Beira Bassa e la Beira Trasmontana, formavano una unità geografica maggiore: la Beira Interna.
Attualmente, il suo territorio è diviso tra le subregioni del Nord e Centro.